# مئون
المئون، أو المئين هي مجموعة من السور تشكل ثاني الأقسام الأربعة للقرآن، وموقعها بعد السبع الطوال، وقبل المثاني، والمفصل.

## تعريف المئين
المئون هي سور القرآن التي تبلغ آياتها مائة آية أو ما يقاربها ، و هي السور التي تلي السبع الطوال.

## المئون في سنة الرسول محمدﷺ
الأصل في هذا المصطلح ما رواه الإمام أحمد في المسند بسند حسن، عن واثلة بن الأسقع ، أن رسول الله ﷺ قال: «أعطيتُ مكان التوراة السبعَ، وأعطيتُ مكان الزبور المِئِين، وأعطيتُ مكان الإنجيل المثاني، وفضِّلت بالمفصَّل»

## من السور المئين
- يونس
- هود
- يوسف
- الرعد
- إبراهيم
- الحجر
- النحل
- الإسراء
- الكهف
- مريم
- طه
- الأنبياء
- الحج
- المؤمنون
- النور
- الفرقان
- الشعراء
- النمل
- القصص
- العنكبوت

وهي السور التي تقع بعد السبع الطوال مما يصل عدد آياتها مائة أو يزيد قليلًا.
وقيل أنها سبع سور أولها سورة بني إسرائيل وهي سورة الإسراء وآخرها سورة المؤمنون.